# Archiconchoecilla versicula
Archiconchoecilla versicula är en kräftdjursart som först beskrevs av Deevey 1978.  Archiconchoecilla versicula ingår i släktet Archiconchoecilla och familjen Halocyprididae. Inga underarter finns listade i Catalogue of Life.